# Тітов Юрій Миколайович
Юрій Миколайович Тітов (12 вересня 1980, Київ — 21 жовтня 2020, Київ) — український поет, член Національної спілки письменників України (2000), лауреат літературно-мистецької премії ім. Дмитра Луценка «Осіннє золото». 

## Біографія
Юрій Тітов народився в м. Києві.  У 1997 закінчив  середню школу № 15 з відзнакою. У 1998 р. за високий мистецький хист нагороджений  стипендією та дипломом Українського фонду культури за програмою «Нові імена України», очолюваною Лауреатом Шевченківської премії, академіком, поетом Борисом Іллічем  Олійником, де і відбувся його перший творчий вечір.
У 2010 закінчив відкритий міжнародний  університет розвитку людини «Україна» за фахом Журналістика, видавнича справа та редагування.
Отримав травму під час пологів і з дитинства хворів на ДЦП. Свої поезії він набирав кінчиком носа на комп'ютерній клавіатурі.
Помер 21 жовтня 2020 року у Києві, за даними лікарів, від Covid-19.

## Творчість
Юрій Тітов автор збірок поезій:
- «Вічний шлях» (1997);
- «Обличчям до небес» (1999);
- «Під вічним горінням свічі» (2001);
- «Моя душа не може не співати» (2005);
- «У святім ореолі» (2007);
- «Зачароване диво» (2010);
- «Я за Вас помолюся…» (2012);
- «Необірвані струни терпіння» (2016);
- «Голосом серця» (2019).

книжок для дітей:
- «Наш край» (2010);
- «Бігла стежечка до лісу» (2010).

Творчі вечори поета проходили в Українському фонді культури, Національній спілці письменників України, Київській дитячій академії мистецтв, Київському міському будинку вчителя, Національній філармонії України, Будинку звукозапису Українського радіо, Національній бібліотеці України ім. Ярослава Мудрого.
У співпраці з багатьма композиторами на вірші автора створено понад двісті пісень, які виконують відомі співаки України.
Юрій Тітов створював українські версії світових шлягерів, писав українською та російською мовами. Його поетична творчість має широкий діапазон тем, наповнена духовними мотивами, душевною лірикою, стійкою громадянською позицією, щирим вболіванням за минуле і сучасне рідної України, свого доленосного народу.

## Нагороди
Юрій Миколайович Тітов був лауреатом низки премій, відзнак і нагород:
- лауреат премії Кабінету міністрів України за творчі досягнення (2005 рік)
- Нагороджений почесною грамотою Київського міського голови (2007 рік)
- Відзначений подякою прем'єр-міністра України за літературні твори для дітей та юнацтва, що сприяють вихованню підростаючого покоління у дусі національної гідності, духовності та любові до Батьківщини.
- лауреат літературно-мистецької премії імені Дмитра Луценка «Осіннє золото»,
- лауреат міжнародних і Всеукраїнських конкурсів та радіофестивалів: «Осіннє рандеву», «Прем'єра пісні», «Рідна мати моя».